# متحف الشاق واق
متحف الشاق واق هو متحف ومنتزه تونسي خاص تأسس في 2005 من قبل رجل الأعمال عبد الرزاق شريط، ويقع في توزر.

يقع هذا المتحف الخاص والمشيد في شكل منتزه في قلب واحة توزر، ويسرد تاريخ الإنسان منذ عهد الديناصورات والانفجار العظيم ونشأة الإنسان وحتى الحضارات الفرعونية والرومانية والإغريقية والفينيقية والإسلامية، حيث يتضمن مجسمات بالأبعاد الحقيقية لكل المراحل التاريخية التي مرّت بها الإنسانية، وفقا للقراءة العلمية وللتاريخ الديني.

## صور

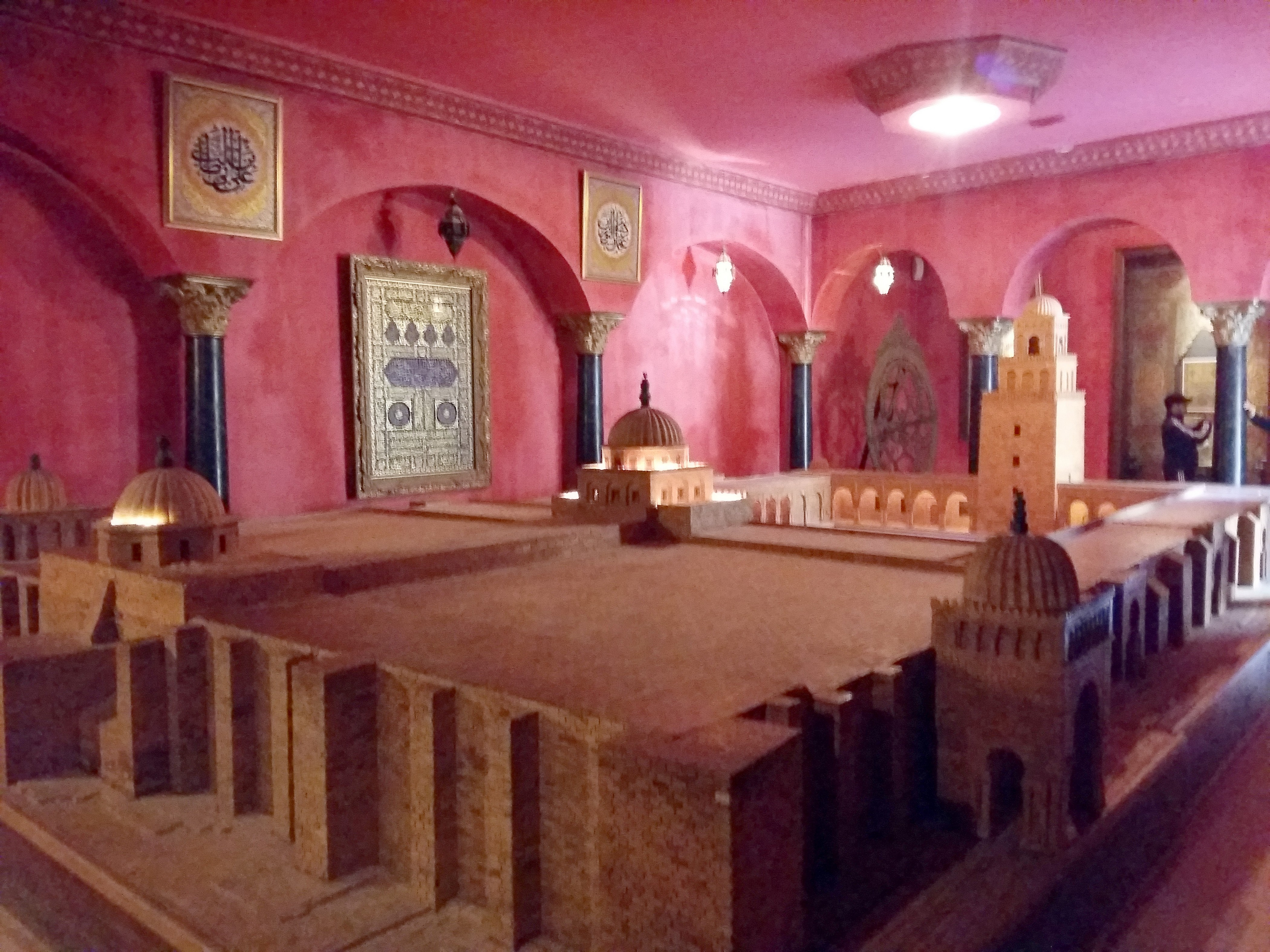
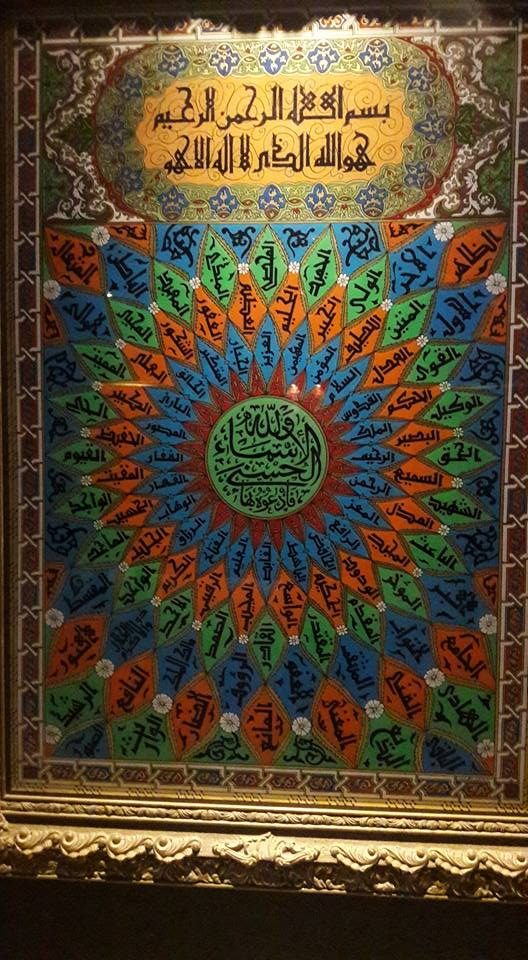
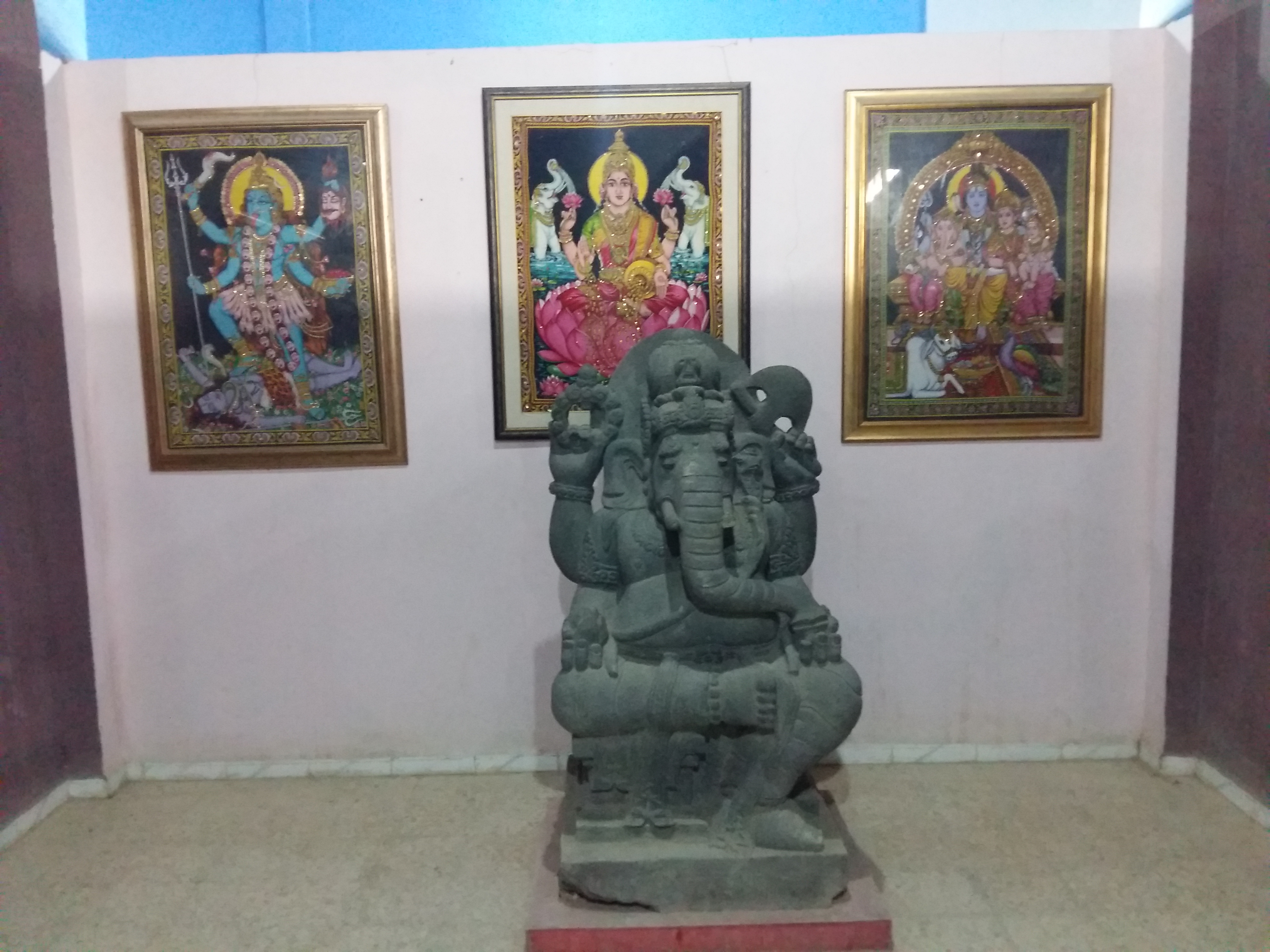
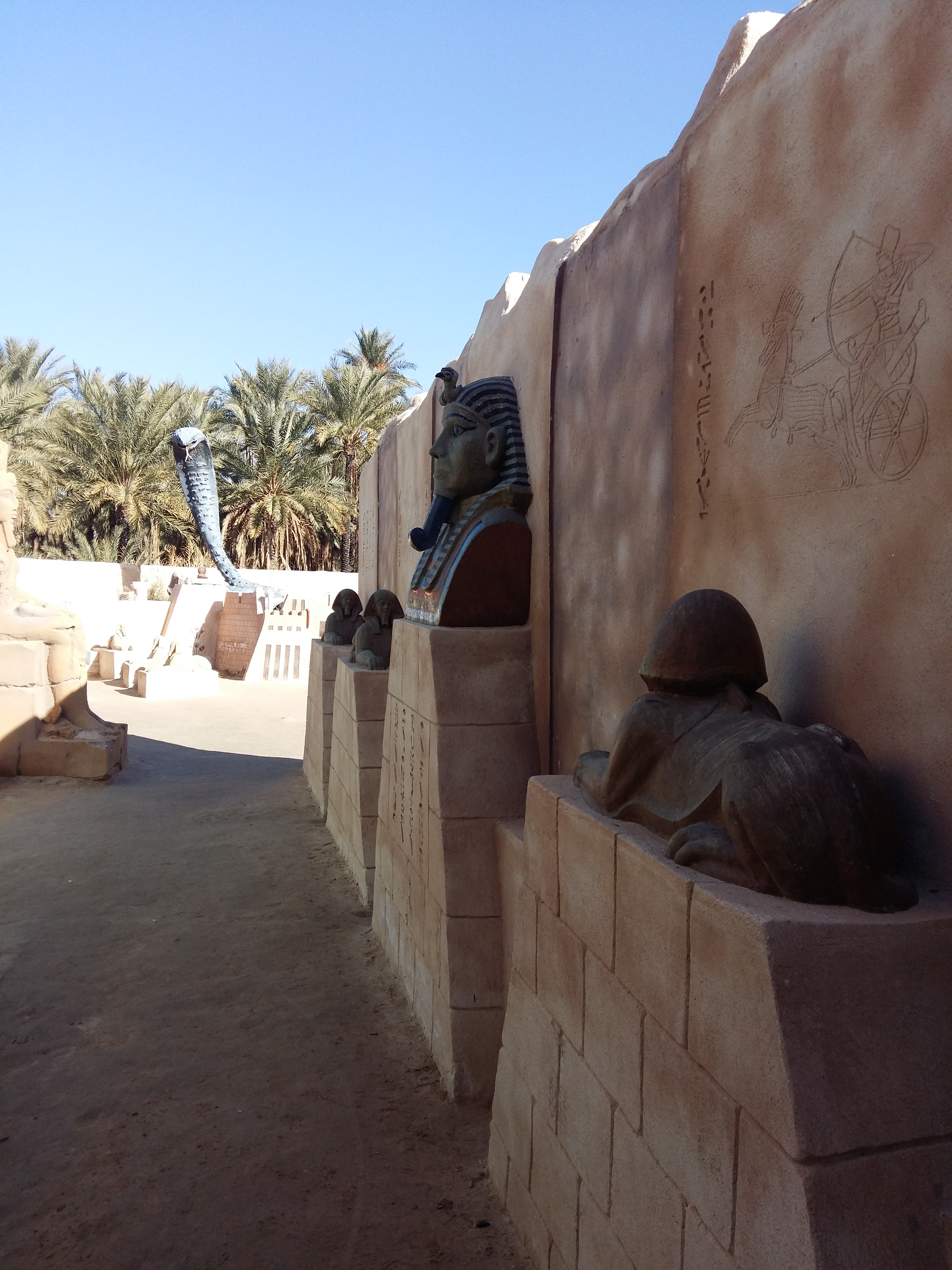
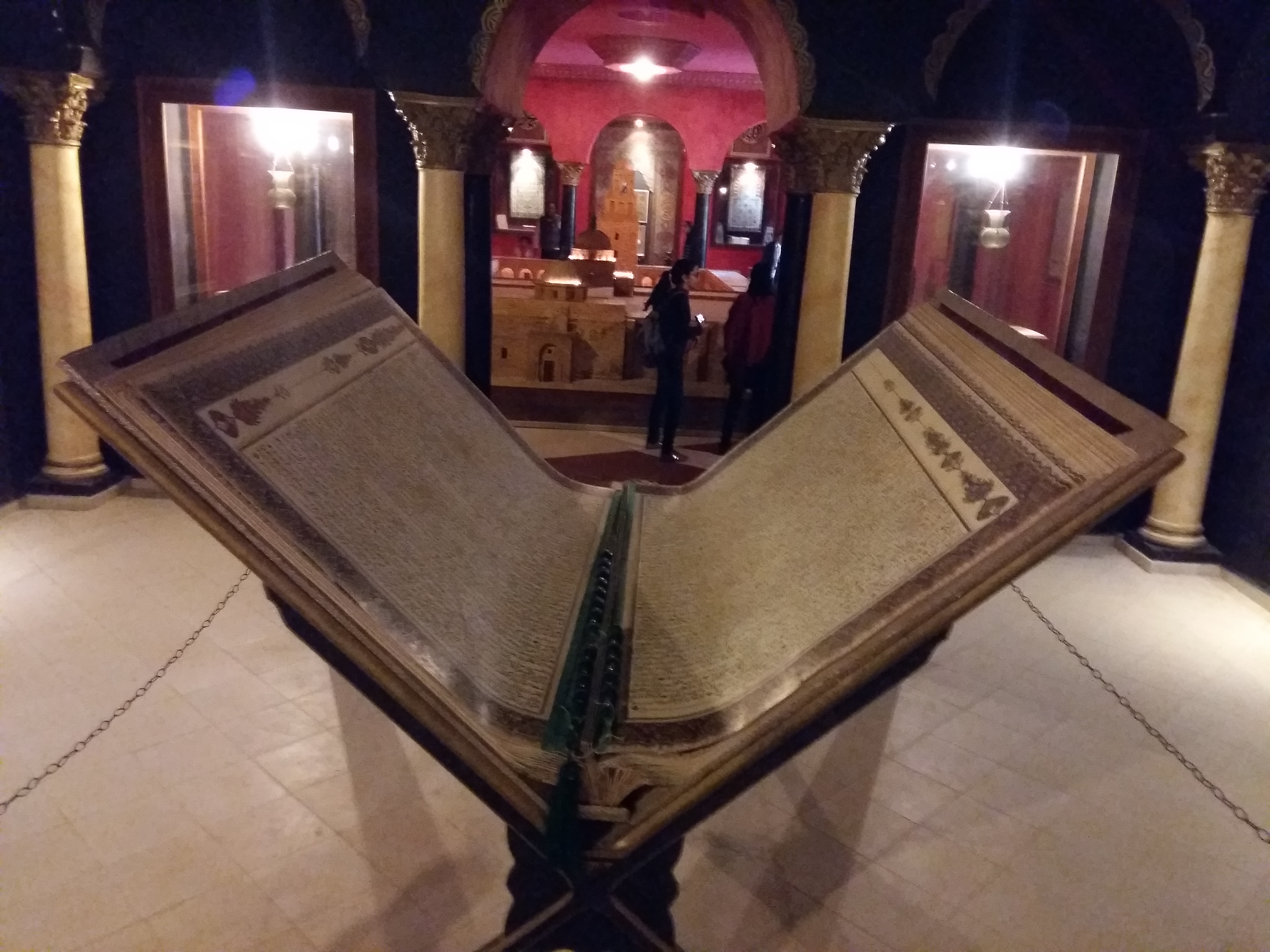
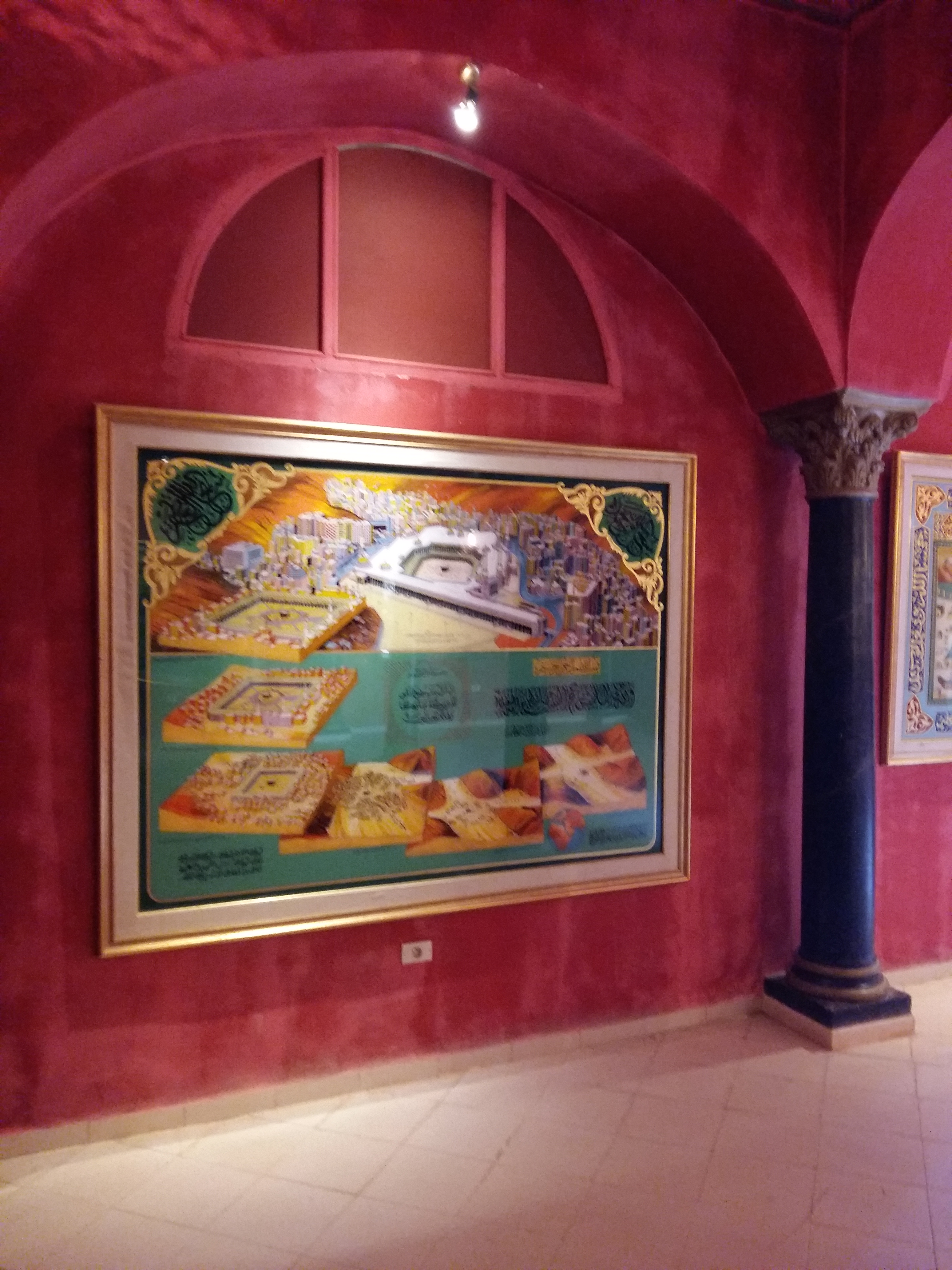
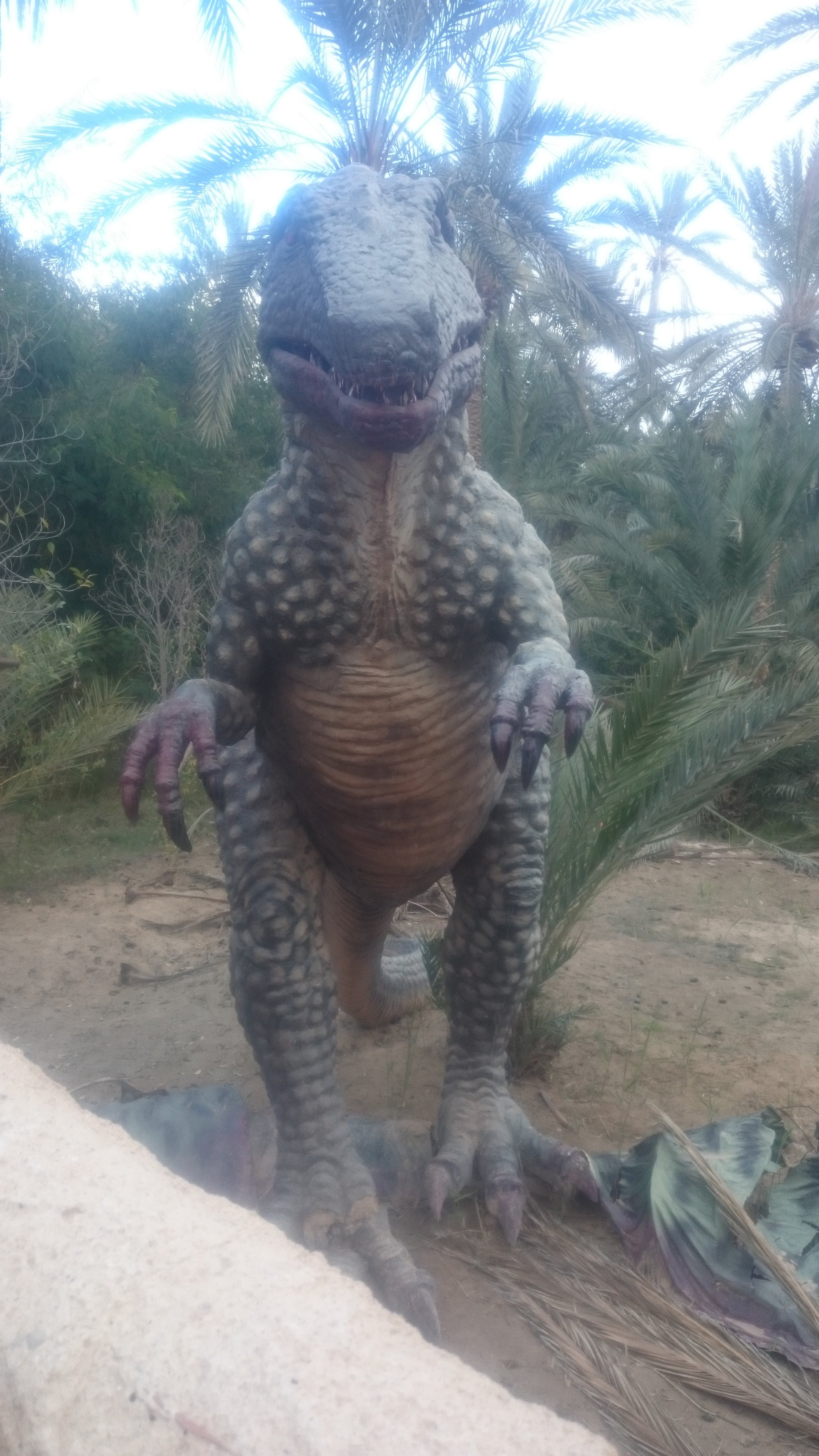
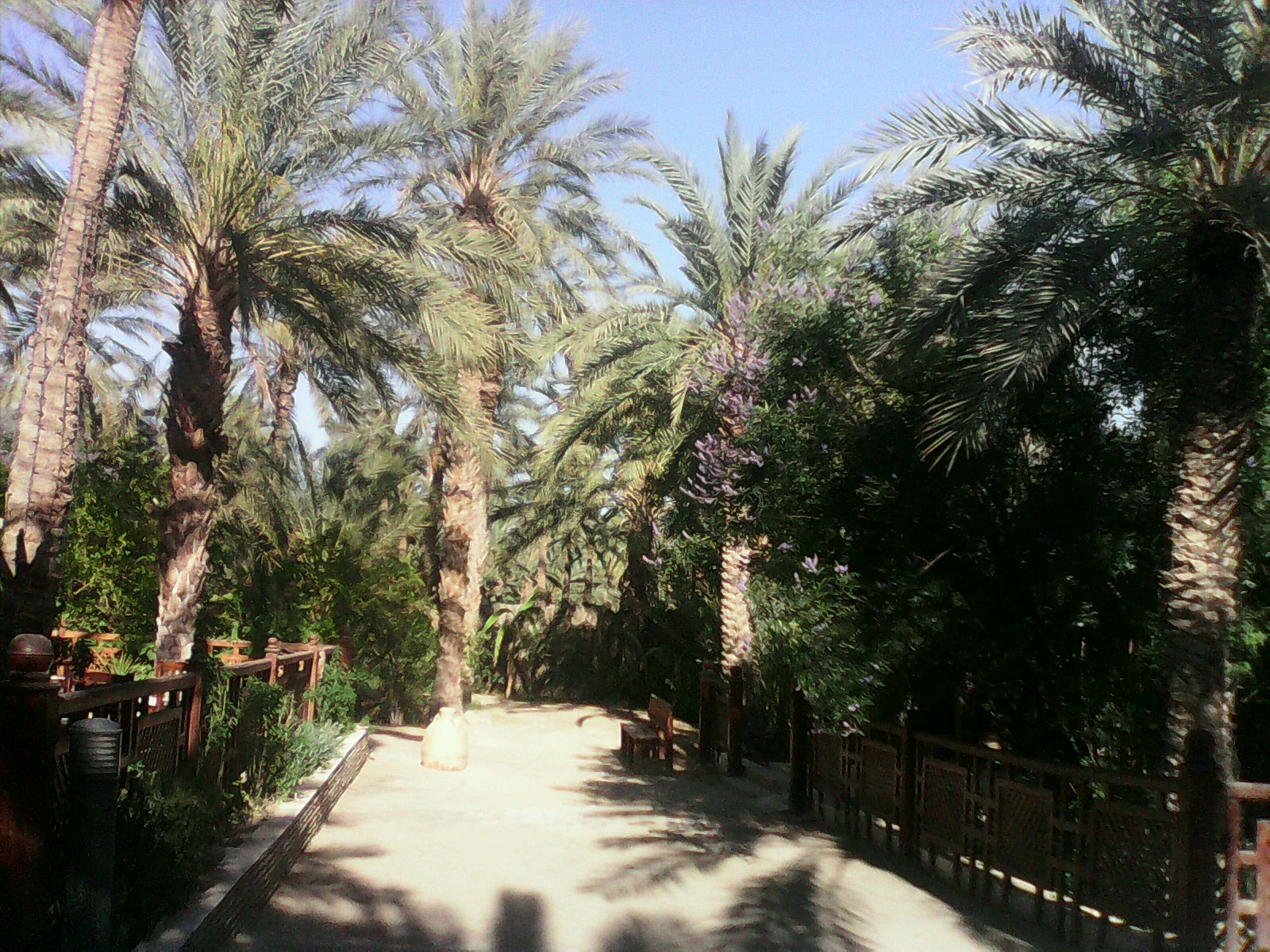

## مقالات ذات صلة
- متحف دار شريط